# Języki bengalsko-asamskie
Języki bengalsko-asamskie – zespół językowy w obrębie języków indoaryjskich (indyjskich).

## Klasyfikacja wewnętrzna

### Klasyfikacja Merritta Ruhlena
Języki indyjskie
- Języki północnoindyjskie
  - Języki wschodnio-północnoindyjskie
    - Język orija
    - Języki bengalsko-asamskie
      - Język bengalski
      - Język asamski

### Klasyfikacja Ethnologue
Języki indoaryjskie
- Języki indoaryjskie zewnętrzne
  - Języki indoaryjskie zewnętrzne wschodnie
    - Języki bihari
    - Języki orija
    - Języki bengalsko-asamskie
      - Język asamski
      - Język bengalski
      - Język bisznuprija-manipuri
      - Język czakma
      - Język chatgaya
      - Język hajong
      - Język halbi
      - Język kewat
      - Język kharia thar
      - Język kurmukar
      - Język lodhi
      - Język mal paharia
      - Język mirgan
      - Język nahari
      - Język radźbanszi
      - Język rangpuri
      - Język rohingya
      - Język sylheti
      - Język tangchangya